# Ziarnojadek popielaty
Ziarnojadek popielaty (Sporophila schistacea) – gatunek małego ptaka z rodziny tanagrowatych (Thraupidae), występujący miejscowo w północnej i środkowej Ameryce Południowej oraz w Ameryce Centralnej. W Czerwonej księdze gatunków zagrożonych IUCN klasyfikowany jest jako gatunek najmniejszej troski (LC, Least Concern).

## Systematyka
Pierwszego naukowego opisu gatunku – na podstawie holotypu pochodzącego z okolic atlantyckiej części Panama Canal Railway w Przesmyku Panamskim, Republika Nowej Granady obecnie Panama – dokonał amerykański ornitolog George Newbold Lawrence w 1862 roku, nadając mu nazwę Spermophila schistacea. Obecnie ziarnojadek popielaty jest umieszczany w rodzaju Sporophila. Zwykle wyróżnia się 4 podgatunki: S. s. incerta Riley, 1914, S. s. longipennis C. Chubb, 1921, S. s. schistacea (Lawrence, 1862), S. s. subconcolor Berlioz, 1959. Międzynarodowy Komitet Ornitologiczny (IOC) oraz autorzy Handbook of the Birds of the World wyróżniają jedynie 3 podgatunki, gdyż takson subconcolor uznają za synonim podgatunku nominatywnego.

## Morfologia
Mały ptak o cechach typowych dla rodzaju Sporophila, o charakterystycznym dużym, grubym i zaokrąglonym dziobie – u samców jest on koloru żółtego, a u samic ciemnoszarego przechodzącego w czarny. Samce są w zasadzie prawie całe szare. Z ciemniejszym kantarkiem w centralnej części przechodzącym w czarny. Mają białą łukowatą plamkę w dolnej części policzków. Skrzydła ciemnoszare z szarostalowymi obrzeżami lotek z niewielką białawą plamką na środku. Pierś, brzuch (oprócz dolnej jego części) szare, kuper i spód brzucha białawy. Nogi ciemnoszare; tęczówka ciemna. Samce są podobne do ziarnojadka siwego, ale różnią się dziobem. Upierzenie samicy jest podobne do samca, tylko w szarobrązowych i oliwkowobrązowych odcieniach. Brak charakterystycznej dla samca białej plamki przy policzku. Samice są trudno rozróżnialne i jak w przypadku większości ziarnojadków, ich identyfikacja następuje przez towarzyszących im samców. Młode osobniki są podobne do samic. Podgatunek S. s. incerta jest nieco większy, z grubszym dziobem, i prawie bez plamki policzkowej. Podgatunek S. s. longipennis jest nieco bledszy i z mniej zróżnicowanymi odcieniami z brakiem charakterystycznej plamki na policzku. Długość ciała 10,6–11,1 cm, masa ciała 12–13,7 g.

## Zasięg występowania
Ziarnojadek popielaty występuje na terenach położonych do wysokości 1500 m n.p.m. (sporadycznie do 2000 m n.p.m.). Występuje plamowo w całej północnej i środkowej Ameryce Południowej oraz w Ameryce Centralnej. Jest gatunkiem koczowniczym.
Poszczególne podgatunki występują:
- S. s. incerta – pacyficzne zbocza Andów od zachodniej Kolumbii na południe po północny Ekwador[8]
- S. s. longipennis – zachodnia, północna i wschodnia Wenezuela (od wschodnich stoków Andów na wschód po stany Delta Amacuro i Bolívar), Kolumbia (wschodnie zbocza Andów na południe po departament Meta), region Gujana, Brazylia (stany Roraima, Amapá, północna część stanu Pará i południowa stanu Amazonas), północne i wschodnie Peru (regiony Loreto, Huánuco na południe po Madre de Dios) oraz północno-wschodnia Boliwia[7]
- S. s. schistacea – Kostaryka, Panama, północna Kolumbia
- S. s. subconcolor – Belize i Gwatemala do Nikaragui[8].

## Ekologia
Jego głównym habitatem są obrzeża wilgotnych lasów tropikalnych, także ponowne zalesienia oraz plantacje, zwłaszcza tam, gdzie występują bambusy. Żywi się głównie ziarnami traw, a zwłaszcza bambusów np. z gatunku Chusquea simpliciflora, chociaż zaobserwowano też żerowanie na kłosach ryżu. Pokarm podejmuje zarówno z kłosów, jak i z ziemi. Spotykany jest pojedynczo lub w parach, rzadziej w małych grupach.

### Rozmnażanie
O rozmnażaniu ziarnojadka popielatego nie ma wielu informacji. Okres lęgowy ma miejsce głównie w lipcu i sierpniu, ale także w lutym. Gniazda w kształcie cienkościennych filiżanek zbudowane są z korzonków i włosia, umieszczane na wysokości od 2 do 4 m nad ziemią, zazwyczaj na niewielkich drzewach lub na palmach. Na terenie Panamy także na ciernistych winoroślach i bambusach. Samica składa zazwyczaj 3 jaja, wysiaduje je sama.

## Status
W Czerwonej księdze gatunków zagrożonych IUCN ziarnojadek popielaty od 1988 roku jest klasyfikowany jako gatunek najmniejszej troski (LC, Least Concern). Organizacja Partners in Flight w 2008 roku szacowała liczebność światowej populacji na 50–500 tys. osobników. Ptak ten opisywany jest jako niezbyt pospolity do rzadkiego; lokalnie może być pospolity w niektórych latach, a nieobecny w innych. Zasięg jego występowania według szacunków organizacji BirdLife International obejmuje około 9,6 mln km². BirdLife International podaje, że populacja ma trend spadkowy ze względu na zmniejszanie się jego naturalnego habitatu. Szacuje się, że spadek ten będzie proporcjonalny do spadku powierzchni zalesionych Amazonii i w ciągu 3 pokoleń (około 14 lat) jego populacja zmniejszy się o prawie 25%.